# 510-ті
Раннє Середньовіччя. У Східній Римській імперії правління Анастасія I змінилося правлінням Юстина I. Наймогутнішими державами в Європі є Остготське королівство на Апеннінському півострові, де править Теодоріх Великий, та Франкське королівство, розділене на 4 частини між синами Хлодвіга. У Західній Галлії встановилося Бургундське королівство. Іберію та частину Галлії займає Вестготське королівство, Північну Африку — Африканське королівство вандалів та аланів, у Тисо-Дунайській низовині лежить Королівство гепідів. В Англії почався період семи королівств.
У Китаї період Північних та Південних династій. На півдні править династія Лян, на півночі — Північна Вей. В Індії правління імперії Гуптів. У Японії триває період Ямато. У Персії править династія Сассанідів.
На території лісостепової України в VI столітті виділяють пеньківську й празьку археологічні культури. VI століття стало початком швидкого розселення слов'ян. У Північному Причорномор'ї співіснують різні кочові племена, зокрема гуни, сармати, булгари, алани.

## Події

Поділ Франкського королівства між синами Хлодвіга. Зеленим додатково показане Бургундське королівство.

- Після смерті короля салічних франків Хлодвіга у 511, його королівство розділять між чотирма синами.
- У Візантійській імперії виник бунт Віталіяна проти правління Анастасія I в зв'язку з підтримкою імператором монофізитства.
- Після смерті Анастасія I в 518 імператором Візантії став Юстин I.
- Акакіанська схизма між східними та західними християнськими церквами подолана 519 року.